# Minamoto no Nariyori
Minamoto no Nariyori (Sasaki no Nariyori, 976-1003). Foi um Kugyō (nobre) do período Heian da história do Japão. Foi também o fundador do clã Sasaki (Ōmi Genji) , passando a usar o nome de seu domínio na província de Ōmi. Ele era o bisneto de Minamoto no Masanobu, fundador do Uda Genji .
| Precedido por ninguém | -- 1º Líder do Clã Sasaki - 1003 | Sucedido por Sasaki no Yoshitsune |